# Каппелло, Пьерлуиджи
Пьерлуиджи Каппелло (итал. Pierluigi Cappello, 8 августа 1967, Джемона-дель-Фриули, Фриули — Венеция-Джулия — 1 октября 2017, Кассакко, там же) — итальянский поэт, прозаик, переводчик.

## Биография
Родился 8 августа 1967 года в Джемоне-дель-Фриули. 6 мая 1976 года семья Каппелло пострадала от землетрясения во Фриули. В сентябре 1983 года друг катал Каппелло на своём мотоцикле, они врезались в стену с трагическими последствиями — друг погиб на месте, будущий поэт до госпитализации лежал два часа на асфальте и после множества хирургических операций до конца жизни остался инвалидом.
Поэт, получивший общенациональную известность, в том числе благодаря произведениям на фриульском языке.
В 2004 году получил Premio Librex Montale за сборник «Dittico», в 2010 году — премию Виареджо. В 2012 году президент Италии Джорджо Наполитано вручил ему в Квиринальском дворце премию Витторио Де Сика, в 2013 году Национальная академия деи Линчеи присудила Каппелло премию Maria Teresa Messori Roncaglia ed Eugenio Mari, в 2014 году он был удостоен международной литературной премии Терцани.

## Труды

### Поэзия
- Туманы / Le nebbie (Campanotto, Udine 1994)
- Мера травы / La misura dell’erba (I. M.Gallino, Milano 1998)
- Il me Donzel (Boetti, Mondovì 1999)
- Amôrs (Campanotto, Udine 1999)
- В Иерихоне / Dentro Gerico (La Barca di Babele, Circolo Culturale di Meduno, Pn, 2002)
- Диптих / Dittico (Liboà editore in Dogliani, Cn, 2004).
- Assetto di volo (Crocetti Editore, Milano 2006)
- Mandate a dire all’imperatore (Crocetti Editore, Milano 2010)
- Azzurro elementare. Poesie 1992—2010 (BUR contemporanea, Rizzoli, Milano, luglio 2013)
- Состояние покоя / Stato di quiete, Poesie 2010—2016, BUR contemporanea, Rizzoli, Milano 2016.

### Проза
- Бог моря / Il dio del mare (Lineadaria Editore, Biella 2008).
- Эта свобода / Questa libertà (Rizzoli, Milano, settembre 2013)
- Каждая капля танцует танго / Ogni goccia balla il tango. Rime per Chiara e altri pulcini. Illustrazioni di Pia Valentinis, (Rizzoli, Milano, settembre 2014.)

### Переводы
- Vicente Aleixandre, Canción a una muchacha muerta tradotta in friulano, in Omaggio a Vicente Aleixandre, a cura di Pablo Luis Àvila, Premessa di G.L. Beccaria, edizione di P.L. Àvila, Poesia — Vol. 3, Biblioteca Mediterranea (50 poesie per 50 poeti), Mauro Baroni editore, Edizioni dell’Orso, Alessandria 2001, pp. 140–141
- Arthur Rimbaud, Ophélie, versione in friulano in Da Rimbaud a Rimbaud. Omaggio di Poeti veneti contemporanei, a cura di Marco Munaro, Edizioni Il Ponte del Sale, Rovigo 2004, pp. 16–17
- Carlos Montemayor, in un altro tempo io ero qui, sette versioni in friulano, Circolo Culturale Menocchio, Montereale Valcellina (Pn) 2006, pp. 97–111
- Rondeau. Venti variazioni d’autore, Forum, Editrice Universitaria Udinese, Udine 2011